# Appalačská stezka

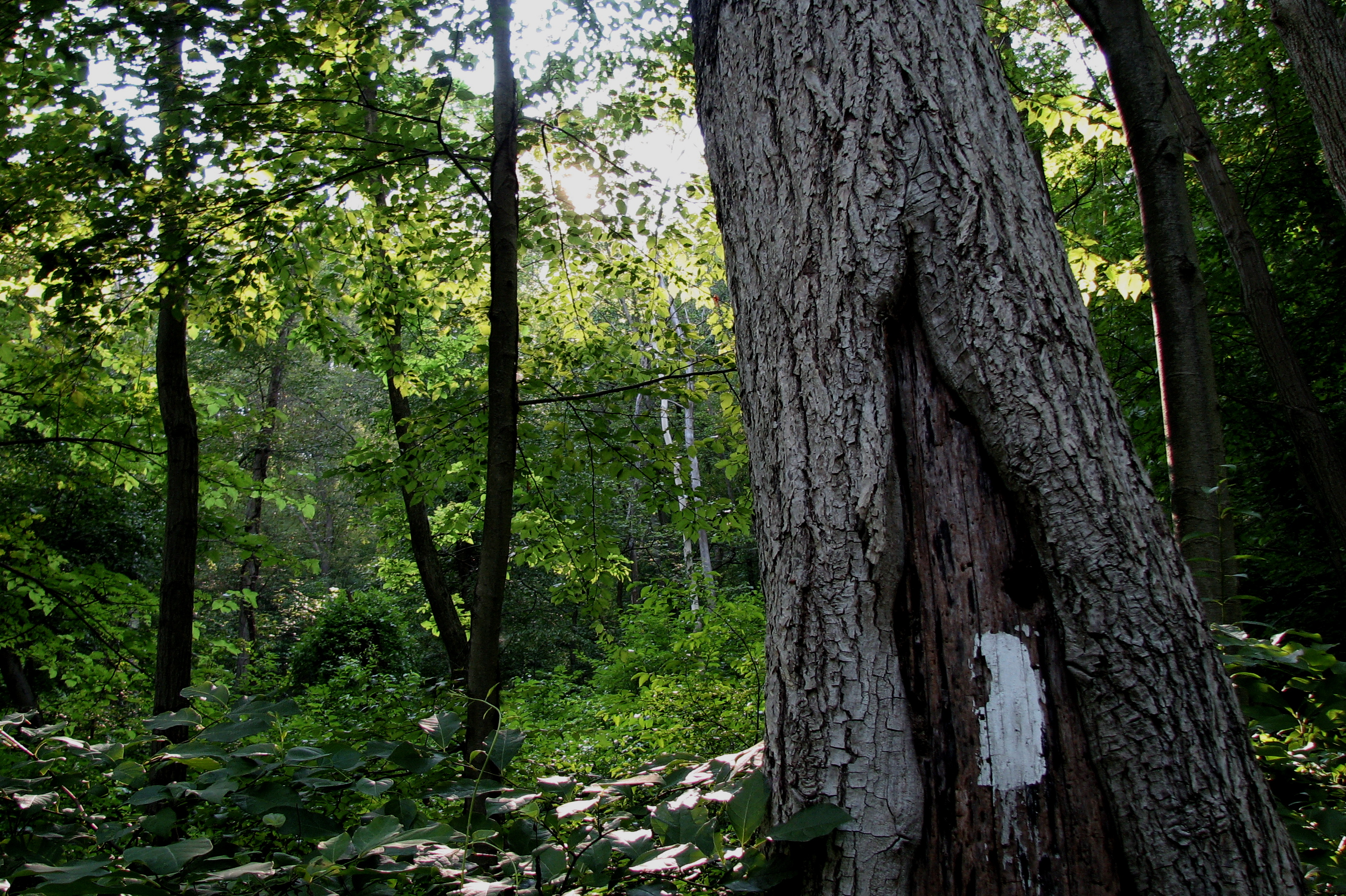
Typické bílé značení AT

Appalačská stezka, anglicky Appalachian Trail, celým názvem Appalachian National Scenic Trail, běžně zkráceně AT [ej tý], je oblíbená dálková turistická trasa na východě Spojených států amerických, v Appalačských horách. Délka náročné trasy je zhruba 3500 km.
Apalačská stezka začíná na jihu v Georgii (Springer Mountain), dále pokračuje na sever a prochází státy Severní Karolína, Tennessee, Virginie, Západní Virginie, Maryland, Pensylvanií, New Jersey, New York, Connecticut, Massachusetts, Vermont, New Hampshire a Maine, kde trasa na hoře Katahdin končí.
Stezka byla vybudována ve 20. a 30. letech 20. století. Je značena bílým svislým pruhem (zhruba 5x15 cm). Je možné ji projít během jedné turistické sezóny. Pokud turista začne na jihu na začátku dubna, může být v září v cíli na Mount Katahdin.
Ve Spojených státech existují tři nejvyhlášenější dálkové turistické trasy: AT na východním pobřeží Spojených států, Stezka kontinentálního rozvodí ve Skalnatých horách a Pacifická hřebenovka na západě. Společně jsou všechny tři označovány jako Triple Crown of Hiking.